# 中心静脈圧

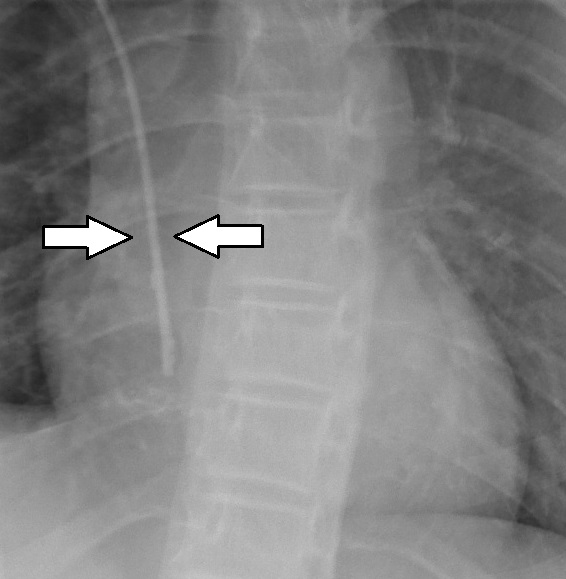
中心静脈カテーテルのX線写真。このカテーテルで中心静脈圧を測定する。なお、中心静脈カテーテルの適正位置は気管分岐部より上が望ましいとされており、このように右心房内にまで進められた場合は一般的には深すぎる。

中心静脈圧（ちゅうしんじょうみゃくあつ、英: central venous pressure、略称CVP）とは、心臓の右心房に近い大静脈の血圧のことである。一般的には上大静脈で測定される。CVPは心臓に戻る血液量（venous return: VR）と、血液を動脈系に戻す心臓のポンプ能力を反映する。CVPは右房圧（right atrial pressure: RAP）を、たいていは良好に近似するが、静脈腔と右房の間に圧力差が存在することがあるため、2つの用語は同一ではない。動脈の緊張度が変化すると、CVPとRAPは変わることがある。
CVPは、かつて、しばしば前負荷の代替として用いられてきており、現在も使用されていることが多い。輸液に反応したCVPの変化は輸液反応性（輸液を増やすと心拍出量が増加するかどうか）の予測に使用されてきた。しかし、CVPは、絶対値としてであれ、輸液に対する反応の変化としてであれ、心室容積、すなわち前負荷や輸液反応性と相関しないため、血行動態の指標として用いるべきではないというエビデンスが増えつつある。とはいえ、CVPモニタリングは血行動態の指標として有用性はある。イヌでは、圧受容器反射はCVPの上昇に反応し、心拍数と心筋収縮力を増加させながら体血管抵抗を減少させる。

## 測定
表に心血管系の各部位の圧力の基準値を示す。この表では単位をミリメートル水銀柱に統一しているが、中心静脈圧の国際的に一般的な単位はセンチメートル水柱（cmH2O）である。
| 部位                     | 部位                     | 正常 範囲 単位 (mmHg) |
| ------------------------ | ------------------------ | --------------------- |
| 中心静脈圧               | 中心静脈圧               | 3–8                   |
| 右室圧                   | 収縮期                   | 15–30                 |
| 右室圧                   | 拡張期                   | 3–8                   |
| 肺動脈圧                 | 収縮期                   | 15–30                 |
| 肺動脈圧                 | 拡張期                   | 4–12                  |
| 肺静脈/ 肺毛細血管楔入圧 | 肺静脈/ 肺毛細血管楔入圧 | 2–15                  |
| 左室圧                   | 収縮期                   | 100–140               |
| 左室圧                   | 拡張期                   | 3–12                  |

測定の前提として、中心静脈カテーテルが留置されており、その先端が大静脈内に無ければならない。
中心静脈圧の基準点（ゼロ点）は、右心房の推定高さとして、一般的には第4肋間と中腋窩線の交点であるとされる。しかし、実際には不正確であるとされる。中心静脈カテーテルに生理食塩水の入った点滴セットを接続し、これを液柱ゲージとして、点滴セット内の液面のゼロ点からの高さ(cm)を読み取る。これが中心静脈圧である。
集中治療室では、CVPを連続的に測定する設備があるが、これは圧力を電気信号に変換するトランスデューサーにより、モニターに表示させるものである。

## CVPに影響を与える因子
CVPを上昇させる因子には、心機能低下による心拍出量低下（例えば心不全）、循環血漿量増大（hypervolemia）、静脈収縮、立位から臥位への体位変更、強制呼気（例えばバルサルバ法）、筋収縮（腹部や四肢）などが挙げられる。他に人工呼吸中の機械換気や呼気終末陽圧でも上昇する。
CVPを低下させる因子には、深吸気、循環血漿量低下（hypovolemia）、血流分布異常性ショックなどが挙げられる。